# WWE The Music, Vol. 8
Albums de Various Artists, World Wrestling Entertainment
Raw Greatest Hits: The Music
(2007) Voices: WWE The Music, Vol. 9
(2009)
WWE The Music, Vol. 8 est une compilation publiée par la WWE le 25 mars 2008,. Contrairement à son prédécesseur, qui a été publié exclusivement sur iTunes, 8 tomes ont été vendus comme un CD (tout comme d'autres albums de musique WWE) en plus d'être offert sur iTunes.

## Liste de chansons
Toutes les chansons ont été écrites par Jim Johnston.
| Piste | Chanson                                                            | Catcheur(s)                | Durée |
| ----- | ------------------------------------------------------------------ | -------------------------- | ----- |
| 1     | "No More Words" (EndeverafteR)                                     | Jeff Hardy                 | 4:23  |
| 2     | "S.O.S." (Collie Buddz)                                            | Kofi Kingston              | 3:31  |
| 3     | "Glamazon"                                                         | Beth Phoenix               | 2:49  |
| 4     | "The Wall" (Heet Mob)                                              | Mark Henry                 | 3:09  |
| 5     | "In the Middle of It Now" (Disciple)                               | Curt Hawkins et Zack Ryder | 4:10  |
| 6     | "Sliced Bread" (Jillian Hall)                                      | Jillian Hall               | 3:10  |
| 7     | "No Chance in Hell" (Theory of a Deadman)                          | Vince McMahon              | 2:55  |
| 8     | "Don't Question My Heart" (Saliva, feat. Brent Smith de Shinedown) | ECW                        | 3:39  |
| 9     | "Biscuits & Gravy"                                                 | Jesse et Festus            | 3:34  |
| 10    | "What Love Is" (Scooter & Lavelle)                                 | Candice Michelle           | 3:37  |
| 11    | "Ain't No Make Believe" (Stonefree Experience)                     | John Morrison              | 4:19  |
| 12    | "Ain't No Stoppin' Me" (Axel)                                      | Shelton Benjamin           | 3:07  |
| 13    | "Turn Up the Trouble" (Airbourne)                                  | Mr. Kennedy                | 3:13  |
| 14    | "Break the Walls Down" (James Grundler)                            | Chris Jericho              | 3:33  |